# 黑特施塔特
黑特施塔特是德国巴伐利亚州的一个市镇。总面积13.92平方公里，总人口3655人，其中男性1802人，女性1853人（2011年12月31日），人口密度263人/平方公里。